# Paul Attanasio
Paul Attanasio (New York, New York, 14. studenog 1959.), američki scenarist i producent, jedan od izvršnih producenata uspješne serije Dr. House. 
Attanasio je od 1984. do 1987. radio kao fimlski kritičar za The Washington Post. Televizijski rad započinje pišući scenaije za CBS-ov sitcom Doctor Doctor i NBC-jevu krimi seriju Homocid: Život na ulici, koju je i osmislio. Godine 1994. piše scenarij za Redfordov film Kviz, koji je nominiran za Oscara. Kasnije će napisati scenarije za uspješne filmove Donnie Brasco, Razotkrivanje, Sfera i Cijena straha. Godine 2000. se vraća na televiziju i piše scenarije za serije Gideonov prijelaz i R.U.S.H. Godine 2004., zajedno s Davidom Shoreom kreira seriju Dr. House. 
Godine 2006. napisao je scenarij za film Dobri Nijemac. Njegov brat je Mark Attanasio, vlasnik baseball tima Milwaukee Brewers, a supruga Katie Jacobs je također producentica i radi s njim na seriji House.